# Jiuyuan (sockenhuvudort i Kina, Hunan Sheng, lat 29,57, long 111,92)
Jiuyuan är en sockenhuvudort i Kina. Den ligger i provinsen Hunan, i den södra delen av landet, omkring 180 kilometer nordväst om provinshuvudstaden Changsha. Antalet invånare är 21 668. Befolkningen består av 10 901 kvinnor och 10 767 män. Barn under 15 år utgör 12,0 %, vuxna 15-64 år 75 %, och äldre över 65 år 12,0 %.
Runt Jiuyuan är det tätbefolkat, med 356 invånare per kvadratkilometer. Närmaste större samhälle är Jinshi, 6,5 km nordväst om Jiuyuan. Trakten runt Jiuyuan består till största delen av jordbruksmark.
Genomsnittlig årsnederbörd är 1 565 millimeter. Den regnigaste månaden är maj, med i genomsnitt 222 mm nederbörd, och den torraste är december, med 22 mm nederbörd.